# Alessandro Marchesini

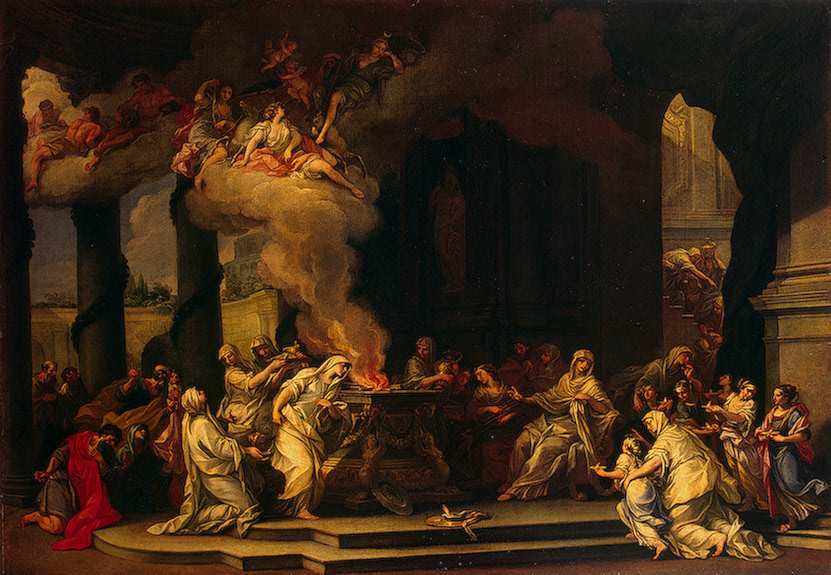
Consagración de una vestal.

Alessandro Marchesini (Verona, Véneto; 30 de abril de 1663-Verona, 27 de enero de 1738) fue un pintor italiano y marchante de arte activo en Venecia y en otros lugares del norte de Italia.
Hijo de Francesco Marchesini y de Elisabetta Bottacin, fue aprendiz de Biagio Falcieri en su ciudad natal y después con Antonio Calza. Posteriormente se trasladó a Bolonia para trabajar en el taller de Carlo Cignani. Alcanzó fama por sus alegorías con pequeñas figuras. Pintó para la iglesia de San Silvestre de Venecia y para la iglesia de San Esteban de Verona. Fue quien recomendó el joven Canaletto al coleccionista y marchante Stefano Conti. Uno de sus discípulos fue Carlo Salis.